# Nisrine Mbarki
Nisrine Mbarki (Tilburg, 1977) is een Nederlandse dichter, schrijver, vertaler en programmamaker. Als literair vertaler vertaalt ze poëzie uit het Arabisch naar het Nederlands. 
Haar poëziebundel ‘oeverloos’ werd voor de C.Buddingh’-prijs en de Grote Poëzieprijs 2021 genomineerd.
In 2023 was ze te gast in het programma Eus' Boekenclub.
Ze is programmamaker voor Winternachten, redactielid van Poëziekrant, jurylid van de Grote Poëzieprijs en de Jan Campert-prijs. Ze schrijft poëzie, theaterteksten en korte verhalen. Als literair vertaler vertaalt ze poëzie uit het Arabisch naar het Nederlands. Ze heeft vijf vertalingen op haar naam staan. Haar gedichten en columns verschijnen regelmatig in literaire tijdschriften als De Gids, Poëziekrant, De Revisor, Tirade en Het Liegend Konijn. Ze stond eerder op festivals als Poetry International, Globale in Bremen, Winternachten, Read My World, Felix Poetry Festival in Antwerpen en de Nacht van de Poëzie.